# 시모쓰역
시모쓰역(일본어: 下津駅, しもつえき,shimotsu-eki)은 일본 와카야마현 가이난시에 있는, 서일본 여객철도의 철도역이다. 기세이 본선이 지나가며, 기노쿠니 선 소속 열차들을 이용할 수 있다.

## 역 구조
상대식 2면 2선 구조의 지상역이다. 역사는 고보 방면 승강장 쪽에 있으며, 반대쪽 승강장과는 과선교로 이어져 있다. 와카야마역이 관리하며, 역 업무는 JR 서일본 메인텍이 대신 하고 있다.

### 승강장
| 1 | ■ 기노쿠니 선 | 와카야마 · 덴노지 방면 |
| 2 | ■ 기노쿠니 선 | 고보 · 신구 방면       |

## 역세권 정보
- 국도 제42호선
- 구마노 옛길
- 시모쓰 우체국
- 가이난 시 시모쓰 행정국 시모쓰 출장소
- 가이난 시민교류센터
- 가이난 시립 시모쓰 도서관

## 역사
- 1924년 8월 20일 - 일본국유철도의 역으로 개업하였다.
- 1987년 4월 1일 - 민영화에 따라 서일본 여객철도의 소속이 되었다.

## 인접역
| 서일본 여객철도 기세이 본선 | 서일본 여객철도 기세이 본선 | 서일본 여객철도 기세이 본선 |
| --------------------------- | --------------------------- | --------------------------- |
| 하쓰시마 신구 방면          | ■ 기노쿠니 선 보통          | 가모고 와카야마 방면        |